# Trường Trung học phổ thông chuyên Sơn Tây
Trường Trung học phổ thông Chuyên Sơn Tây là một trường trung học phổ thông công lập của thị xã Sơn Tây trực thuộc thành phố Hà Nội. Được thành lập vào năm 1959, trường nằm ở Số 45 đường Đền Và, phường Trung Hưng, thị xã Sơn Tây. Hiện nay, Trường THPT Sơn Tây, Trường THPT chuyên Hà Nội - Amsterdam (quận Cầu Giấy), Trường THPT chuyên Nguyễn Huệ (quận Hà Đông) và Trường THPT Chu Văn An (quận Tây Hồ) là 4 trường có hệ thống lớp chuyên của Sở Giáo dục và Đào tạo Hà Nội.

## Lịch sử
Tháng 9 năm 1959, Trường cấp III Sơn Tây ra đời đáp ứng nguyện vọng học tập của con em nhân dân các huyện Quốc Oai, Thạch Thất, Phúc Thọ, Ba Vì và thị xã Sơn Tây và một số huyện lân cận của tỉnh Phú Thọ. Năm đầu tiên thành lập, trường có 200 học sinh và 16 giáo viên, mới chỉ có tên trường, chưa có lớp để học, phải học nhờ trường cấp II Phùng Hưng (ngày nay là Trường Trung học cơ sở Phùng Hưng). Cho tới 3 năm sau, năm 1962, trường mới có một cơ ngơi gồm 12 phòng học bên sông Tích và 1 dãy nhà ở, nhà làm việc, khu chăn nuôi và ruộng thí nghiệm. Trong thời kỳ  Mỹ leo thang phá hoại miền Bắc, thầy và trò đã phải đi sơ tán, đào hầm trú ẩn, làm lán trại, dựng lớp học ở các làng xã như Tích Giang, Long Xuyên (Phúc Thọ), Trung Hưng và Đền Và để duy trì các lớp học.

## Danh sách các hiệu trưởng từ 1959 đến nay
| Thời gian   | Hiệu trưởng       | Ghi chú                                                   |
| ----------- | ----------------- | --------------------------------------------------------- |
| 1959 - 1961 | Lê Vĩnh Lượng     |                                                           |
| 1961 - 1962 | Vũ Toàn           |                                                           |
| 1962 - 1964 | Hứa Như Ý         |                                                           |
| 1964 - 1967 | Đặng Huy Thông    |                                                           |
| 1967 - 1972 | Nguyễn Thái Tường |                                                           |
| 1972 - 1979 | Nguyễn Trọng Quý  |                                                           |
| 1979 - 1986 | Đặng Huy Thông    |                                                           |
| 1986 - 1988 | Cát Huy Kỳ        |                                                           |
| 1988 - 1991 | Lê Thị Trinh      |                                                           |
| 1991 - 1999 | Nguyễn Quang Khải |                                                           |
| 1999 - 2007 | Nguyễn Văn Phương |                                                           |
| 2007 - 2014 | Nguyễn Thị Thanh  |                                                           |
| 2014 - 2023 | Lương Quỳnh Lan   | Chuyển công tác Hiệu trưởng Trường THPT chuyên Nguyễn Huệ |
| 2023 - nay  | Phạm Thị Huyền    | Phó hiệu trưởng phụ trách Ban Giám hiệu                   |

## Đào tạo

### Cơ cấu tổ chức
Trường được tổ chức với mô hình ban giám hiệu điều hành và quản lý chung với Hiệu trưởng là cô Lương Quỳnh Lan (hiện đã chuyển công tác) và các phó hiệu trưởng là cô Nguyễn Kim Anh, cô Phạm Thị Huyền (phụ trách Ban Giám hiệu) và thầy Vũ Duy Khôi. Công tác giáo dục được phân chia thành 8 tổ bộ môn: Toán, Lý - Tin - Kỹ thuật công nghiệp, Hóa, Sinh, Văn, Sử - Địa - GDCD, Ngoại ngữ, Thể dục. Ngoài ra còn các phòng ban thực hiện công tác phục vụ vận hành trường gồm: Văn thư, Thí nghiệm, Thư viện, Bảo vệ, Quản trị, Lao công và Y tế.

### Thi tuyển
Học sinh tốt nghiệp THCS muốn vào học tại trường phải tham gia kì thi tuyển sinh vào lớp 10 chung cho các trường THPT chuyên và không chuyên trực thuộc Sở Giáo dục và Đào tạo Hà Nội. Trên địa bàn Hà Nội (sau khi mở rộng tháng 8/2008), đây là một trong số tám trường Trung học phổ thông có kì thi tuyển đầu vào, các trường còn lại là Trường THPT chuyên Khoa học Tự nhiên - Đại học Quốc gia Hà Nội, Trường THPT chuyên - Đại học Sư phạm Hà Nội, Trường THPT Chuyên Ngoại ngữ - Đại học Quốc gia Hà Nội, Trường THPT Chuyên Khoa học Xã hội và Nhân văn - Đại học Quốc gia Hà Nội, Trường THPT chuyên Hà Nội - Amsterdam, Trường THPT  chuyên Chu Văn An và Trường THPT chuyên Nguyễn Huệ.
- Các thí sinh đăng ký thi vào hệ Trung học phổ thông chuyên phải thi 4 môn bắt buộc là Toán, Văn, Tiếng Anh điều kiện và 1 môn chuyên tương ứng: lớp chuyên Toán - Tin là môn Toán, chuyên Văn là môn Văn, chuyên Sử là môn Sử, chuyên Địa là môn Địa lý, chuyên Anh là môn tiếng Anh, chuyên Lý là môn Vật lý, chuyên Hóa là môn Hóa học, chuyên Sinh là môn Sinh học. Điểm xét tuyển sẽ là tổng điểm ba môn Toán, Văn, Ngoại ngữ (mỗi môn lấy hệ số 1) cộng với điểm môn chuyên nhân đôi (hệ số 2), thí sinh lấy từ cao xuống thấp đến hết chỉ tiêu của lớp chuyên.
- Các thí sinh chỉ đăng ký xét tuyển vào các lớp phổ thông sẽ thi ba (hoặc bốn) môn Toán, Văn, Ngoại ngữ (thi thêm môn thi thứ 4 nếu có) và lấy điểm xét tuyển là (Toán + Văn)×2 + Ngoại ngữ + (Môn thi thứ 4) + UTKK. Thí sinh dự thi vào trường Trung học phổ thông Sơn Tây đều phải có hộ khẩu tại Hà Nội.

### Hệ thống lớp học
Trường Trung học phổ thông Sơn Tây có hơn 2000 học sinh thuộc ba khối 10, 11 và 12. Hệ thống lớp học của trường Trung học phổ thông Sơn tây bao gồm 9 lớp chuyên: Toán, Lý, Hóa, Sinh, Tin, Văn, Sử, Địa, Tiếng Anh và 6 lớp phổ thông tùy thuộc vào chỉ tiêu tuyển sinh mỗi năm, thông thường là sẽ có 1 lớp tiếng Pháp 12 năm và 1 lớp tiếng Pháp 3 năm.

## Thành tích
- Huân chương Lao động hạng Nhì năm 1999.
- Huân chương Lao động hạng Ba năm 2004.